# Goclenius (Mondkrater)
Der Mondkrater Goclenius liegt am westlichen Rand des Mare Fecunditatis, südöstlich des lavaüberfluteten Kraters Gutenberg und nördlich des Kraters Magelhaens. Nordwestlich befindet sich ein Grabensystem, die über 240 km verlaufenden Rimae Goclenius. Der Krater ist von Rillen gezeichnet und 72 km × 54 km groß. Dass einige der Rillen in der Umgebung den Krater überlagern, lässt darauf schließen, dass Goclenius älter ist als die ihn umgebenden Strukturen.
Der Namensgeber dieses Einschlagkraters ist Rudolf Goclenius der Jüngere.
| Buchstabe | Position          | Durchmesser | Link |
| --------- | ----------------- | ----------- | ---- |
| B         | 9,25° S, 44,45° O | 6 km        |      |
| U         | 9,35° S, 50,13° O | 22 km       |      |

Der Krater Goclenius A wurde von der Internationalen Astronomischen Union (IAU) in Ibn-Battuta umbenannt.